# فولفرامز-إشنباخ
فولفرامز-إشنباخ (بالألمانية: Wolframs-Eschenbach) هي بلدة ألمانية تقع في آنسباخ في ألمانيا.